# Courgenard

Courgenard este o comună în departamentul Sarthe, Franța. În 2009 avea o populație de 468 de locuitori.